# Jessé (prénom)
Pour les articles homonymes, voir Jessé (homonymie).
Jesse est un prénom masculin principalement utilisé dans les pays anglophones, notamment aux États-Unis, au Canada, au Royaume-Uni et en Australie, où il figure régulièrement parmi les prénoms masculins les plus attribués depuis le XIXe siècle. Il est également bien implanté dans les pays néerlandophones, en particulier aux Pays-Bas et en Belgique, où il connaît une popularité croissante depuis la fin du XXe siècle,.
En anglais, Jesse se prononce /ˈdʒɛsi/ ; en néerlandais, la prononciation courante est /ˈjɛsə/.

## Étymologie
Le prénom Jesse est issu du nom hébreu יִשַׁי (Yishay), transcrit en grec ancien sous la forme Iessai, puis en latin Iessae, Jessae ou Jesse. Ce nom est porté dans l’Ancien Testament par Jessé, père du roi David. Sa signification est généralement interprétée comme « don » ou « présent », parfois « Dieu existe », selon les variantes de lecture du nom hébreu. Certains auteurs rapprochent Yishay d’une forme étendue comme Yashayah, pouvant se traduire par « Ahayah sauve » ou « Ahayah existe ». Le nom Ahayah (אֶהְיֶה, Ehyeh) est mentionné dans le verset Exode 3:14, dans lequel Dieu se présente à Moïse par l’expression « אֶהְיֶה אֲשֶׁר אֶהְיֶה » (Ehyeh Asher Ehyeh), souvent traduite par « Je suis celui qui suis ».
En néerlandais, le prénom Jesse peut également être d’origine frisonne. Il s’agit d’une forme moderne de la variante frisonne Iese, elle-même issue de Ese. Il s’agit là d’une lignée anthroponymique régionale, distincte de l’origine biblique.

## Variantes
Il a pour variantes ou diminutifs Jess, Jesse, Jessée, Jessie, Jessy et Jessye et au féminin Jessie, Jessy et Jessye, voire Jessica.

## Date de fête
Il est fêté le 20 octobre et le 2 décembre.

## Popularité du prénom
Aux États-Unis, Jesse figure parmi les prénoms masculins les plus attribués depuis le XIXe siècle. Il a régulièrement figuré dans le top 100 national jusqu’au début du XXIe siècle.
Aux Pays-Bas, le prénom Jesse connaît une forte popularité depuis les années 1990. Il est resté plusieurs années consécutives dans le top 10 des prénoms masculins.
En Belgique, Jesse est principalement attribué en Région flamande. Entre 1995 et 2023, 1 736 garçons ont reçu ce prénom à la naissance.
En France, Jesse (ou Jessé) reste un prénom rare. Au début de 2010, moins de 1 000 personnes de sexe masculin portaient ce prénom. Il s'agit du 1 143e prénom masculin le plus attribué au cours du XXe siècle dans le pays. L’année où il a été le plus donné est 1986, avec 66 naissances.

## Personnes portant ce prénom
- Pour voir tous les articles concernant les personnes portant ce prénom, consulter les pages commençant par Jessé.

## Saints des églises chrétiennes
- Jessé (hébreu יִשַׁי Išaï), père du roi David selon la Bible.
- Jessé, évêque de Tsilkansk (ou Dtzilkani), fondateur du monachisme en Géorgie (VIe siècle), fêté le 4 novembre[14] ou le 2 décembre[15],[16] selon les sources.